# Edrick Menjívar
Edrick Eduardo Menjívar Johnson (ur. 1 marca 1993 w La Ceiba) – honduraski piłkarz występujący na pozycji bramkarza, reprezentant Hondurasu, od 2015 roku zawodnik Olimpii.